# Litozamia rudolphi
Litozamia rudolphi is een slakkensoort uit de familie van de Muricidae. De wetenschappelijke naam van de soort is voor het eerst geldig gepubliceerd in 1894 door Brazier.